# Eremiascincus pallidus
Espèce
Synonymes
- Hinulia pallida Günther, 1875

Eremiascincus pallidus est une espèce de sauriens de la famille des Scincidae.

## Répartition
Cette espèce est endémique d'Australie. Elle se rencontre en Australie-Occidentale, dans le Territoire du Nord et en Australie-Méridionale.

## Publication originale
- Günther, 1875 : A list of the saurians of Australia and New Zealand in Richardson & Gray, 1875 : The zoology of the voyage of H.M.S. Erebus and Terror, during the years 1839 to 1843. By authority of the Lords Commissioners of the Admiralty, E. W. Janson, London, vol. 2, p. 9-19 (texte intégral).